# Furna do Carregadouro
A Furna do Carregadouro é uma gruta portuguesa localizada na freguesia de Santa Luzia, concelho de São Roque do Pico, ilha do Pico, arquipélago dos Açores.
Esta cavidade apresenta uma geomorfologia de origem vulcânica em forma de tubo de lava localizado de encosta em campo de lava. Apresenta um comprimento de 20 m. por uma altura máxima de 2 m. e por uma largura também máxima de 6 m.